# NUR-21
NUR-21 Daniela-21 (N-21, RT-21) – polska samobieżna stacja radiolokacyjna używana przez oddziały przeciwlotnicze. Przeznaczona jest do wykrywania, śledzenia, identyfikowania nisko lecących celów powietrznych. Wykorzystywana jest w pododdziałach przeciwlotniczych wchodzących w skład związków zmechanizowanych. 
NUR-21 był pierwszym polskim mobilnym radiolokatorem przeznaczonym dla pododdziałów przeciwlotniczych Wojsk Lądowych. Opracowano go w CNPEP „RADWAR″. Stacja zabudowana została na podwoziu gąsienicowym SPG-1, zaprojektowanym przez OBRUM na bazie przygotowywanego do produkcji licencyjnej w Polsce ciągnika artyleryjskiego MT-S (Obiekt 306). W wojsku radar NUR-21 otrzymał oznaczenie RT-21 i nazwę Daniela-21.
Wyprodukowano dla Wojska Polskiego 33 egzemplarze w latach 1984–1990. Dwa z nich sprzedano za granicę: jeden w 1988 do Indii, a drugi w 1991 roku do KRLD. W 1998 roku jeszcze zbudowano ulepszony egzemplarz N-21MI na eksport do Indii. Antena paraboliczna ma rozmiary 4,5 × 3,3 m i obraca się z prędkością 12 obr./min. Antena jest unoszona mechanicznie na ramie na wysokość do 8 m, w ciągu 3 minut. Układ automatycznego wykrywania obiektów i śledzenia tras UAK-21 pozwala na automatyczne śledzenie 16-31 tras celów powietrznych.
W latach 2003–2009 część stacji zmodernizowano, wymieniając część elektroniki, montując układ identyfikacji swój-obcy Supraśl i radiostacje RRC-9500. W 2006 roku było ich na stanie Sił Zbrojnych 28, z tego 23 w jednostkach liniowych. W latach 2013–2015 zmodernizowano następnie 11 stacji do standardu NRU-21M, w oparciu o nową bazę elektroniczną, znacząco polepszając ich charakterystyki. W 2019 roku rozpoczęto modernizację przez PIT-RADWAR dalszych 6 sztuk do wersji NUR-21MK. Dostarczono je w grudniu 2022 roku. Rozpoczęto także w 2021 roku modernizację 11 stacji NUR-21M do ulepszonego standardu NUR-21M+, w dużym stopniu zunifikowanego z MR.

## Dane techniczne stacji radiolokacyjnej
- pasmo pracy S (3,2-3,4 GHz)[3]
- zasięg wykrywania: do 100 km[4]
- zasięg wykrywania przy wysokości 50 m: 30 km
- wykrywalność przy zakłóceniach:
  - biernych 70 km
  - aktywnych 40 km
- pułap wykrywania: 5 km[4]
- ilość śledzonych obiektów 16
- moc impulsowa 100 KW
- czas trwania impulsu 10 ms
- wzmocnienie łańcucha wzmacniaczy nadajnika 70 dB
- częstotliwość pośrednia 300 MHz → 30 MHz
- szerokość pasma przestrajania 200 MHz
- antena paraboliczna dwuwiązkowa

## Dane techniczne nośnika
- nośnik: ciągnik artyleryjski SPG-1
- trakcja: gąsienicowa
- silnik: W46-2S1,V, wielopaliwowy (olej napędowy, nafta lotnicza, benzyna)
- długość: 7,8 m
- szerokość: 3,35 m
- wysokość: 3,2 m (ze złożonym radarem)
- prześwit: 0,42 m
- masa: 34 500 kg (wraz z radarem)
- prędkość: 60 km/h po drogach
- zasięg: 600-700 km po szosach

## Użytkownicy
- Polska – 33 szt. stacji NUR-21 dostarczone w latach 1984-1990[5].
- Indie – 1 szt. stacji NUR-21 wyeksportowana w 1988, 1 szt. stacji NUR-21MI (radar NUR-22 na nośniku gąsienicowym) wyeksportowana w 1997[5].